# Huérmeces
Huérmeces es un municipio situado en la provincia de Burgos, en la comunidad autónoma de Castilla y León (España), comarca de Odra-Pisuerga, partido judicial de Burgos, cabecera del ayuntamiento de su nombre.

## Geografía
Tiene un área de 48,70 km².
Comprende las localidades de Huérmeces, Quintanilla-Pedro Abarca, Ruyales y San Pantaleón del Páramo.

### Medio ambiente
Río Úrbel perteneciente al LIC “Riberas del río Arlanzón y afluentes”. Presencia de nidos de especies protegidas, como el búho real y el águila real. Desde 2017, el municipio se encuentra incluido en el Geoparque Las Loras, el primer geoparque de la Unesco en Castilla y León.

## Demografía
Huérmeces cuenta con una población de 153 habitantes (INE 2024).
| Gráfica de evolución demográfica de Huérmeces entre 1842 y 2021 |
| |
| Población de derecho según los censos de población del INE Población de hecho según los censos de población del INEEntre el censo de 1981 y el anterior, crece el término del municipio porque incorpora a Quintanilla Pedro Abarca. |

| 1991 | 1996 | 2001 | 2006 | 2011 |
| ---- | ---- | ---- | ---- | ---- |
| 161  | 159  | 149  | 127  | 136  |

## Historia
Lugar que formaba parte, en su categoría de la Jurisdicción de Haza de Siero en del Partido de Castrojeriz, uno de los catorce que formaban la Intendencia de Burgos, durante el periodo comprendido entre 1785 y 1833, en el Censo de Floridablanca de 1787, jurisdicción de realengo y de señorío siendo su titular el duque de Medinaceli, alcalde mayor de señorío.
Antiguo municipio de Castilla la Vieja en el Partido de Burgos código INE-09172 
En el censo de la matrícula catastral contaba con 83 hogares y 204 vecinos.
Entre el censo de 1981 y el anterior, crece el término del municipio porque incorpora a 09296 Quintanilla-Pedro Abarca.

## Patrimonio
- Palacio de los Fernández-Zorrilla (Huérmeces, Burgos)

- Torre de los Duques de Abrantes, construida en el siglo XVI por los Padilla. Pasó a manos de los duques de Abrantes a través de la hija de Mariana de Padilla y Mendoza, Ana de Sande Padilla, al casarse con el I duque de Abrantes, Alonso de Lencáster. La torre está actualmente en ruina progresiva, solo conservando dos de sus muros, de 1,9 metros de espesor.
- Yacimientos arqueológicos: “Novilla”, “Páramo de Valdoño”, “Alto de los Cotillos” y “El Campillo”.

## Personas ilustres
- El historiador franciscano Ángel Ortega.
- Silvano Villanueva González (Huérmeces (Burgos), 1916-Carabanchel (Madrid), 1936), religioso carmelita calzado. Asesinado en Carabanchel el 18 de agosto de 1936. Mártir de la persecución religiosa durante la guerra civil española.

## Parque eólico
Parque eólico «Páramo Vega», ubicado en los términos municipales de Huérmeces y Valle de Santibáñez, para generación de energía eléctrica, con una potencia total instalada 18 MW, con 9 aerogeneradores Gamesa de 2000 kW. de potencia unitaria, red de media tensión subterránea a 20 kV, de interconexión a la subestación transformadora «Páramo Vega», con la línea eléctrica “Lodoso-Marmellar de Arriba”, de relación de transformación 20/132 kV, transformador de potencia de 55 MVA. y edificio de control. El núcleo poblacional más cercano es Huérmeces, que se encuentra a unos 700 m del aerogenerador más cercano, con los siguientes accesos: desde un vial interior del parque eólico Fuente Blanca y desde un camino existente en el parque eólico El Sombrío.